# Відкритий чемпіонат США з тенісу 2020
Відкритий чемпіонат США з тенісу 2020 проходив  з 31 серпня по 13 вересня 2020 року на відкритих кортах Тенісного центру імені Біллі Джин Кінг у парку Флашинг-Медоуз у районі Нью-Йорка Квінз. Це був другий турнір Великого шолома календарного року.
Титули чемпіонів США в одиночному розряді у чоловіків та жінок повинні були захищати Рафаель Надаль та Б'янка Андреєску, відповідно, але обоє відмовилися грати цього року.

## Особливості турніру
Через пандемію коронавірусної хвороби програма турніру обмежена змаганнями чоловіків та жінок в одиночному та парному розрядах. Змагання змішаних пар скасовано. Крім того скасовані відбіркові змагання, тенісисти отримують право грати в турнірі на основі рейтингу. 
Тенісисти зобов'язані носити маски у всіх ситуаціях крім самої гри чи тренування. 

## Огляд подій та досягнень
В одиночному розряді серед чоловіків чемпіонат виграв австрієць Домінік Тім. Для нього це перша перемога в турнірах Великого шолома. Уперше переміг тенісист, який народився після 1990-го року. Перерва між появами нового чемпіона була найдовшою в історії чемпіонатів. 
Жіночу частину турніру виграла представниця Японії Наомі Осака. Для неї це другий титул чемпіонки США і третій мейджор.
Мате Павич та Бруно Соарес виграли змагання чоловічих пар. Для Соареса це третій парний титул Великого шолома, для Павича — другий.
У знаганні жіночих пар перемогу здобули Лаура Зігемунд та Віра Звонарьова.  Для Зігемунд це був перший парний титул Великого шолома, й другий взагалі (вона ще перемагала у міксті). Звонарьова виграла третій парний грендслем і п'ятий, враховучи мікст.

## Результати фінальних матчів

### Дорослі
| Одиночний розряд. Чоловіки (Докладніше) |                            |                            |
| Домінік Тім                             | Александр Зверєв           | 2-6, 4-6, 6-4, 6-3, 7-68-6 |
|                                         |                            |                            |
| Одиночний розряд. Жінки (Докладніше)    |                            |                            |
| Наомі Осака                             | Вікторія Азаренко          | 1-6, 6-3, 6-3              |
|                                         |                            |                            |
| Парний розряд. Чоловіки (Докладніше)    |                            |                            |
| Мате Павич Бруно Соарес                 | Веслі Колгоф Нікола Мектич | 7-5, 6-3                   |
|                                         |                            |                            |
| Парний розряд. Жінки (Докладніше)       |                            |                            |
| Лаура Зігемунд Віра Звонарьова          | Ніколь Меліхар Сюй Їфань   | 6-4, 6-4                   |
|                                         |                            |                            |